# Amata kenredi
Amata kenredi är en fjärilsart som beskrevs av Rothschild 1910. Amata kenredi ingår i släktet Amata och familjen björnspinnare. Inga underarter finns listade i Catalogue of Life.